# SLPI
Антилейкопротеиназа, также известная как секреторный ингибитор лейкоцитарной протеазы (англ. Antileukoproteinase, secretory leukocyte protease inhibitor, SLPI), представляет собой фермент, который у человека кодируется геном SLPI. SLPI — высоко катионный одноцепочечный белок с восемью внутримолекулярными дисульфидными связями. Он содержится в больших количествах в слизистой оболочке бронхов, шейки матки и носа, слюне и семенной жидкости. SLPI ингибирует эластазу лейкоцитов, катепсин G человека, трипсин человека, эластазу нейтрофилов и химазу тучных клеток. Рентгеновская кристаллография показала, что SLPI имеет два гомологичных домена из 53 и 54 аминокислот, один из которых проявляет антипротеазную активность (C-концевой домен). Другой домен (N-концевой домен) по известным данным не выполняет никакой функции.

## Функция
Этот ген кодирует секретируемый ингибитор, который защищает эпителиальные ткани от сериновых протеаз. Он содержится в различных секретах, включая семенную плазму, цервикальную слизь и бронхиальный секрет, и обладает сродством к трипсину, эластазе лейкоцитов и катепсину G. Его ингибирующий эффект способствует иммунному ответу, защищая поверхности эпителия от атаки эндогенных протеолитических ферментов; считается также, что белок обладает антибиотической активностью широкого спектра действия.

## Клиническое значение
Ген SLPI экспрессируется клетками слизистой оболочки в тканях легких, шейки матки, семенных пузырьках и околоушных протоках. SLPI также является одним из доминирующих белков эпителиального секрета в носовой полости и других носовых выделений. Экспрессия тканевого SLPI демонстрирует четкую компартментализацию, будучи самой высокой в эндоцервиксе и самой низкой в эндометрии женщин в постменопаузе. Гормональное лечение дифференцированно регулирует экспрессию тканевого SLPI репродуктивного тракта. Многие заболевания, такие как эмфизема, муковисцидоз и идиопатический фиброз легких, характеризуются повышенным уровнем эластазы нейтрофилов. SLPI является одним из основных средств защиты от разрушения легочных тканей и эпителия эластазой нейтрофилов. Считается, что SLPI является преобладающим ингибитором эластазы в секрете, в то время как α1-антитрипсин является преобладающим ингибитором эластазы в тканях. Несколько заболеваний, включая перечисленные, на самом деле являются результатом подавления защитных сил SLPI и α1-антитрипсина эластазой нейтрофилов. Было высказано предположение, что рекомбинантный человеческий SLPI можно вводить для лечения симптомов муковисцидоза, генетической эмфиземы и астмы. Кроме того, периодически проводился мониторинг SLPI в попытке связать его уровни с различными патологическими состояниями. Повышенный уровень SLPI в носовых выделениях и бронхоальвеолярном секрете может свидетельствовать о воспалительных заболеваниях легких или аллергических реакциях, а повышенный уровень SLPI в плазме — о пневмонии.
Повышенный уровень SLPI в слюне и плазме также может быть показателем ВИЧ-инфекции. Это очевидно из-за фактического отсутствия передачи ВИЧ при оральном контакте. Эта противовирусная активность обусловлена вмешательством SLPI в процессы, которые осуществляются протеазой, такие как проникновение в клетку-хозяина и репликация вирусного генетического материала. Исследования показали, что снижение уровня SLPI в слюне также снижает его анти-ВИЧ-активность. Особо примечателен тот факт, что SLPI проявляет анти-ВИЧ-свойства в физиологических условиях, а не в искусственных.
Кроме того, было показано, что существует обратная корреляция между уровнями SLPI и инфицированием вирусом папилломы человека высокого риска (ВПЧ), демонстрируя, что высокие уровни SLPI обеспечивают защиту от ВПЧ-инфекции.

## Взаимодействие
Было показано, что SLPI взаимодействует с PLSCR1 и PLSCR4 на плазматической мембране Т-клеток, особенно вблизи CD4. Предполагается, что эта связь является одним из механизмов ингибирования SLPI ВИЧ-инфекции.
Кроме того, было обнаружено, что SLPI способен связывать гетеротетрамер Аннексин A2/S100A10 (A2t), кофактор ВИЧ-инфекции, на поверхности макрофагов. Было также показано, что это взаимодействие с A2t блокирует внедрение ВПЧ и инфицирование эпителиальных клеток.